# قائمة ضحايا التجويع خلال الحصار الإسرائيلي لقطاع غزة
تسردُ هذه المقالة قائمةً بالأشخاص (وأغلبهم أطفال) الذين فارقوا الحياة نتيجةً لسوء التغذية والجفاف والمجاعة التي ضربت قطاع غزّة بسببِ الحصار المطبق الذي فرضته إسرائيل على كامل القطاع خلال حربها مع فصائل المقاومة الفلسطينيّة منذ السابع من تشرين الأول/أكتوبر 2023.
لقد تسبَّب الحصار الإسرائيلي المطبق في وفاة المئات من الفلسطينيين لعدّة أسباب من بينها غيابُ الرعاية الطبية اللازمة والأمراض الناجمة عن التلوث وغير ذلك، لكنّ هذه المقالة تُركّز على الأشخاص الذين فقدوا حياتهم بسبب سوء التغذية (المجاعة) الناجمة عن إغلاقِ كامل المعابر ومنع الفلسطينيين من العلاج والطعام وباقي المتطلبات الضروريّة للحياة.
القائمة مرتبة ترتيبًا زمنيًا وتحوي الاسم مع العمر (لو توفَّر) بالإضافة لمعلومات أخرى.

## مارس 2024
| الاسم            | العُمر    | تاريخ الوفاة | معلومات إضافيّة |
| ---------------- | -------- | ------------ | --- |
| يزن الكفارنة     | 10 سنوات | 4 مارس 2024  | كان يزن يُعاني من مرض مزمن وتفاقمت حالته الصحيّة مع اشتداد الحرب والنزوح ثمّ غياب أغلب مقومات الحياة. حالة يزن كانت تستوجبُ تناوله مقويّات وأنواع محدّدة من الأطعمة ففارقَ الحياة في غزّة بعد معاناةٍ شديدةٍ من المرض والجوع. |
| أحمد وائل أهل    | 3 سنوات  | 6 مارس 2024  | توفيَّ أحمد أهل الذي كان متواجدًا رفقة عددٍ من أفراد أسرته في الشمال نتيجة لسوء التغذية وغياب حاجياته من الطعام كطفل.                                                                                                   |
| مرح طلال اليازجي | 15 سنة   | 6 مارس 2024  | فارقت الطفلة مرح اليازجي الحياة بسببِ سوء التغذية في أحد أحياء مدينة غزّة وهي الثانية التي تُفارق الحياة كنتيجة مباشرة للتجويع خلال نفس اليوم بعد الطفل أحمد أهل.                                                      |
| محمد نعيم النجار | 6 سنوات  | 28 مارس 2024 | تسببت إسرائيل نتيجةً لحصارها الكامل على غزّة في وفاة الطفل محمّد النجار بسبب سوء التغذية، وأظهرت صورٌ عدّة محمَّد وكيف كان قبل الحرب ثم كيف صار جسمه هزيلًا ونحيفًا جدًا أثناء الحصار إلى أن فارقَ الحياة يوم 28 مارس 2024.    |
| كرم محمد قدادة   | 10 سنوات | 30 مارس 2024 | فارقَ الطفل كرم قدادة الحياة في مستشفى كمال عدوان شمال غزة بسبب سوء التغذية بعد حصارٍ إسرائيلي خانق على كل مناطق الشمال ومجاعة حقيقيّة ضربت عشرات الأحياء السكنيّة في الشمال.                                           |

## أبريل 2024
| الاسم               | العُمر | تاريخ الوفاة | معلومات إضافيّة |
| ------------------- | ----- | ------------ | --- |
| أمل عيسى جاسر البطش |       | 4 أبريل 2024 | تسبَّب الحصار الإسرائيلي على قطاع غزّة والذي لم تنجح أي دولة في العالَم في كسره بما في ذلك الدولة الحدوديّة مصر في وفاة أمل بعدما عانت من سوءٍ شديدٍ في التغذية ولم تجد المستشفيات المواد اللازمة للتعامل مع حالتها. |

## مايو 2024
| الاسم          | العُمر | تاريخ الوفاة | معلومات إضافيّة |
| -------------- | ----- | ------------ | --- |
| فايز أبو عطايا |       | 30 مايو 2024 | فارقَ الطفل فايز أبو عطايا الحياة في أواخر شهر أيار/مايو في مستشفى شـهداء الأقصى بمدينة دير البلح وسط قطاع غزة وذلك كنتيجة مباشرة لسوء التغذية وعدم توفر العلاج الذي تسبَّبت فيه إسرائيل لمّا أغلقت كلّ المعابر وبسطت سيطرتها على معبر رفح الحدودي مع مصر مانعةً الفلسطينيين من الخروجِ للعلاج في ظلّ الدمار الكبير الذي لحقَ بمستشفيات القطاع وغيابِ مجمل اللوازم الطبيّة. |

## يونيو 2024
| الاسم             | العُمر   | تاريخ الوفاة  | معلومات إضافيّة |
| ----------------- | ------- | ------------- | --- |
| عبد القادر السرحي | 13 سنة  | 01 يونيو 2024 | فارقَ الطفل عبد القادر حياته داخل مستشفى شهداء الأقصى في دير البلح وسط قطاع غزة في فاتح حزيران/يونيو بسبب سوء التغذية وعدم توفر العلاج في ظل إغلاق الاحتلال الإسرائيلي معبر رفح واستمرار فرض حصارٍ كامل ومطبق على القطاع.                                                |
| حنان الزعانين     | –       | 12 يونيو 2024 | فارقت حنان الحياة نتيجة سوء التغذية وغياب الرعاية الطبية اللازمة في ظل الانهيار شبه الكامل للمنظومة الصحية في القطاع. ناشدت والدة الطفلة عبر قناة الجزيرة مباشر الجميع تقديم العون لابنتها كونها لا تحصلُ على ما يكفيها من الطعام ومع ذلك فقد تُوفيت الطفلة في وقت لاحق. |
| مصطفى حجازي       | –       | 14 يونيو 2024 | تسبَّب الحصار الإسرائيلي على القطاع وما نجم عنه من مجاعة في مقتل الطفل مصطفى والذي فارقَ الحياة نتيجة لسوء التغذية والجفاف بعدما ظلَّ في مستشفى شهداء الأقصى بدير البلح وسط قطاع غزة.                                                                                       |
| محمد كلوب         | 9 سنوات | 29 يونيو 2024 | محمّد هو رابع طفل يُفارق الحياة في شهر يونيو فحسب كنتيجة مباشرة للمجاعة التي ضربت غزّة وما جاء معها من تأزّم طبي وغياب الأدوية اللازمة والأطعمة الضروريّة في ظل إغلاق كافّة المعابر.                                                                                         |

## يوليو 2024
| الاسم         | العُمر    | تاريخ الوفاة  | معلومات إضافيّة |
| ------------- | -------- | ------------- | --- |
| بشرى الكفارنة | –        | 14 يوليو 2024 | فارقت بشرى الحياة في مستشفى شهداء الأقصى وسط القطاع نتيجة سوء التغذية (المجاعة) ونقص العلاج المصاحب لسوء وفقر التغذية.                                                                   |
| محمد عساف     | 26 يوليو | 17 سنة        | رغم كبر سنّه بعض الشيء ووصوله لمرحلة الشباب فقد فتكت المجاعة بمحمّد الذي ظلَّ في شمال غزة ولم ينزح نحو الجنوب إلى أن فارقَ الحياة في ظلِّ شح الأغذية في الشمال وعدم توفّر أطعمة بديلة ولا منوّعة. |
| حمدي قميلة    | 12 سنة   | 27 يوليو      | حمدي هو الطفل الثالث الذي يُفارق الحياة في شهر يوليو فقط بسبب المجاعة. |
| علي أنس التتر | 6 سنوات  | 29 يوليو 2024 | بعد يومين فقط من وفاة طفلين بسبب المجاعة، عادت الأخيرة لتضرب من جديد وهذه المرّة في مستشفى المعمداني الذي فارقَ فيه الطفل علي الحياة في ظلِّ غياب طعام الأطفال.                              |